# NGC 5476
NGC 5476 este o galaxie spirală situată în constelația Fecioara. A fost descoperită în 5 martie 1785 de către William Herschel. Se află la o distanță de 40,5 de megaparseci de Pământ.